# Dorfkirche Gulben

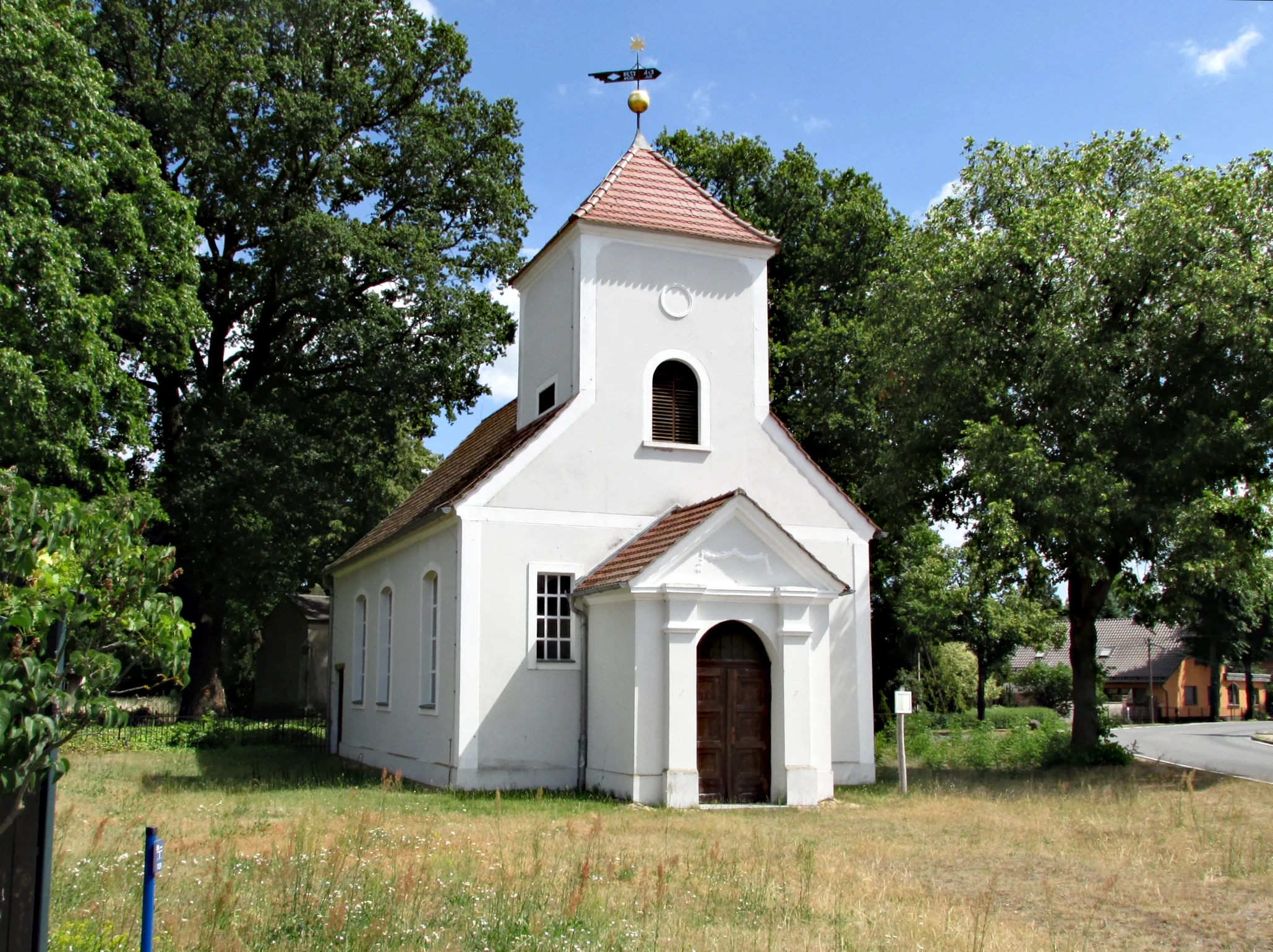
Dorfkirche Gulben (2019)

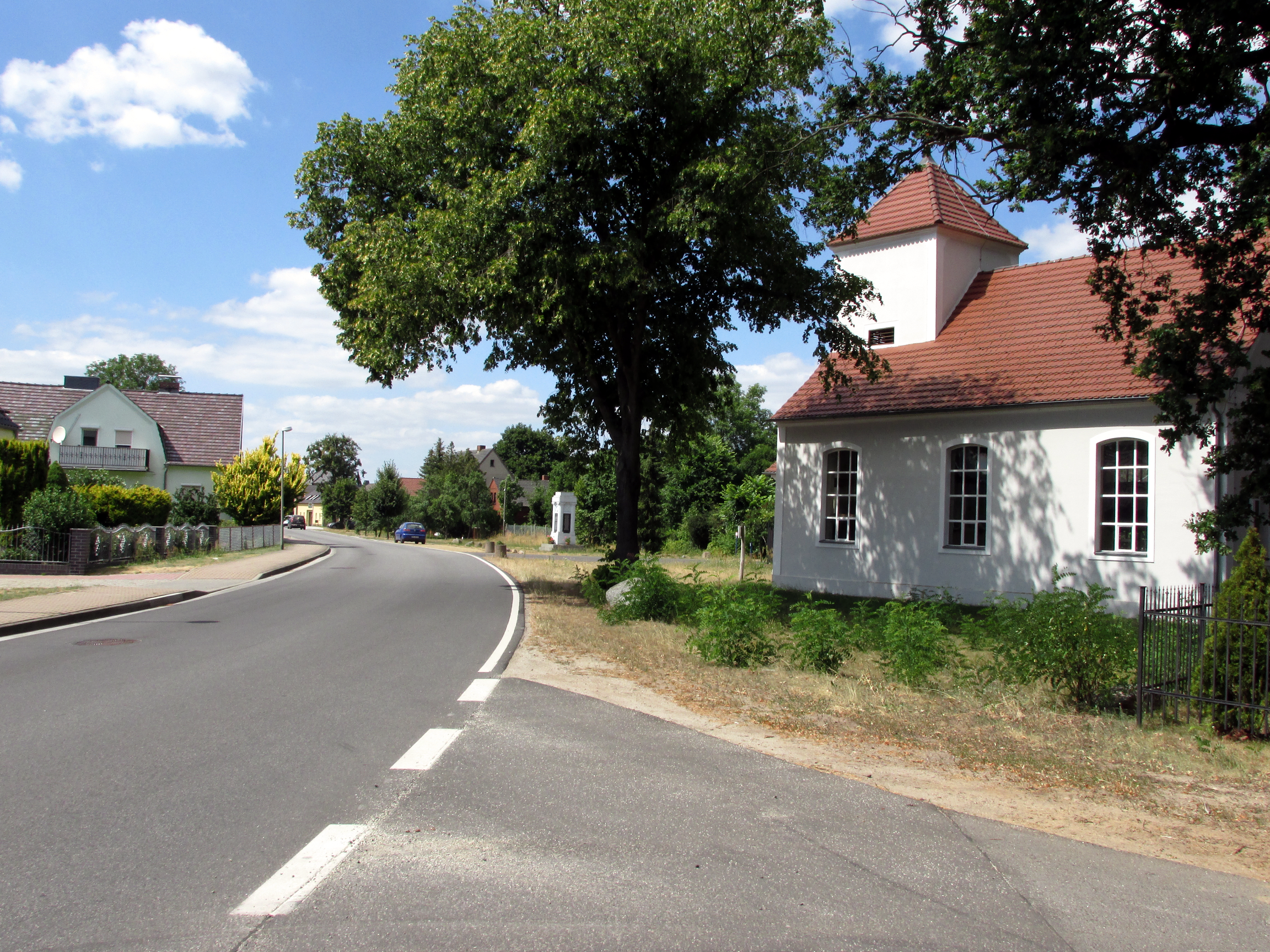
Kirche und Gefallenendenkmal (2019)

Die Dorfkirche Gulben ist das Kirchengebäude des Ortsteils Gulben der Gemeinde Kolkwitz im Landkreis Spree-Neiße in Brandenburg. Es gehört zum Pfarrsprengel Kolkwitz-Gulben im Kirchenkreis Cottbus, der Teil der Evangelischen Kirche Berlin-Brandenburg-schlesische Oberlausitz ist. Die Kirche steht unter Denkmalschutz.

## Architektur und Geschichte
Gulben erhielt erstmals im Jahr 1623 eine Dorfkirche. Diese hatte zunächst ein Strohdach, das 1692 durch Ziegel ersetzt wurde. Im Jahr 1798 wurde die alte Kirche auf Wunsch des Gutsbesitzers abgerissen und durch den heutigen Kirchbau ersetzt. Der kleine, verputzte Saalbau hat einen einbezogenen Westturm und eine westliche Vorhalle sowie eine Sakristei an der Ostwand. Der Innenraum ist flachgedeckt. Der Turm wird durch zwei Pfeiler gestützt, die im Übergang in den Innenraum als Rundbogen abschließen. Die Gulbener Kirche hat eine West- und eine Ostempore sowie eine kleinere Südempore.
Die Ausstattung wurde größtenteils aus dem Vorgängerbau übernommen. Der achteckige Taufstein wurde am 28. März 1689 durch den Kolkwitzer Pastor Christian Surtorius gestiftet. In der Kirche steht ein hölzerner Altar mit Aufsatz aus dem Jahr 1717, in dessen Mitte sich ein rundbogig abgeschlossenes Tafelbild der Kreuzigung befindet. Am Sockel befindet sich eine Abendmahlsdarstellung. Östlich der Kirche befinden sich auf dem Friedhof mehrere Inschriftgrabsteine, unter anderem für die Schwester des Dichters Heinrich von Kleist. Des Weiteren ist auf dem Friedhof ein Mausoleum für Bernhard und Friedericke von Schönfeldt angelegt.

## Kirchengemeinde
Im 19. Jahrhundert war Gulben eine Filialkirche von Kolkwitz. Neben den Einwohnern von Gulben gingen noch die Einwohner von Zahsow in die Gulbener Kirche. Die Kirche war seit jeher der Superintendentur in Cottbus bzw. dem heutigen Kirchenkreis Cottbus unterstellt. Als Arnošt Muka den Ort Anfang der 1880er Jahre besuchte, wurde in der Gulbener Kirche durch den Kolkwitzer Pfarrer in deutscher und sorbischer Sprache gepredigt.